# Euagrus formosanus
Euagrus formosanus är en spindelart som beskrevs av Saito 1933. Euagrus formosanus ingår i släktet Euagrus och familjen Dipluridae.
Artens utbredningsområde är Taiwan. Inga underarter finns listade i Catalogue of Life.